# Rama Yade
Rama Yade (nume complet Ramatoulaye Yade-Zimet,n 13 decembrie 1976, Dakar, Senegal) este un politician francez, care ocupă în prezent funcția de Secretar de Stat cu privire la afacerile străine și drepturile omului (sub autoritatea ministrului Afacerilor Externe, Bernard Kouchner).
Ambii părinți ai lui Yade au fost profesori, tatăl său fiind secretarul personal al președintelui Léopold Sédar Senghor. De credință musulmană, Yade a studiat la școli catolice și mai apoi la Institut d'études politiques, unde a absolvit în anul 2000.
Yade a lucrat la primăria din Paris și la Adunarea Națională a Franței înainte de a deveni administrator la Senatul Franței în 2002. În anul 2005 s-a înscris în partidul UMP, iar în 2006 a devenit secretar național ocupându-se de francofonie. A declarat că s-a înscris în UMP datorită atracției față de Nicolas Sarkozy, și nu datorită valorilor promovate de către partid.
Yade este căsătorită cu Joseph Zimet, consilier al Secretarului de Stat Jean-Marie Bockel și fiu al cunoscutului cântăreț idiș Ben Zimet.